# Edith Hancke

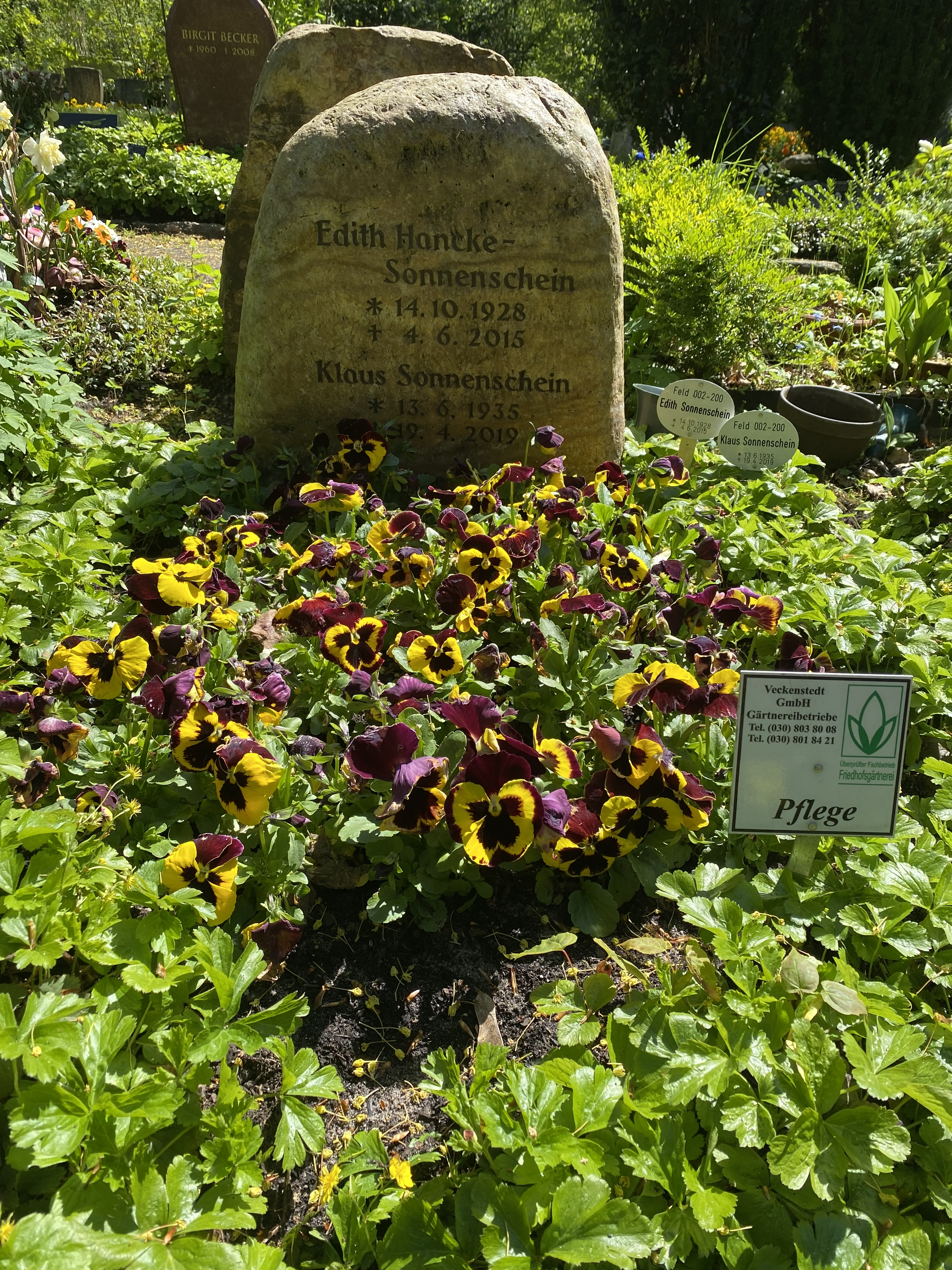
Grabstätte auf dem Waldfriedhof Zehlendorf

Edith Hancke (* 14. Oktober 1928 in Berlin; † 4. Juni 2015 ebenda) war eine deutsche Schauspielerin und Synchronsprecherin.

## Leben und Schaffen
Edith Hancke, Tochter eines Bankangestellten, wuchs in Berlin-Charlottenburg auf. Sie erhielt eine Ausbildung im Lettehaus und besuchte mit 20 Jahren die Schauspielschule von Marlise Ludwig an der Wilmersdorfer Wilhelmsaue. Ihre ersten Engagements erhielt sie ab 1948 an Berliner Bühnen. Sie gastierte unter anderem am Renaissance-Theater, am Deutschen Theater, am Schlosspark Theater, am Schillertheater, am Theater am Kurfürstendamm, der Tribüne und an der Berliner Komödie.
Ihre ersten Filmrollen spielte sie in DEFA-Filmen in Babelsberg. Nach vier DDR-Produktionen wechselte sie in den Westen. Hier übernahm sie  zahlreiche Nebenrollen beim Film und Fernsehen. Sie verkörperte darin Randfiguren wie Sekretärinnen, Haushälterinnen oder eine gute Freundin der Hauptdarstellerin.
Ihr eigentliches Metier blieb das Theater. Mehrfach erhielt sie den Goldenen Vorhang, die Auszeichnung für die beliebteste Berliner Schauspielerin. Auch trat Edith Hancke zwei Jahre lang als Mitglied des Kabaretts Die Stachelschweine auf. Für die populäre Hörfunk-Unterhaltungs-Serie Pension Spreewitz wirkte sie beim RIAS in 150 Folgen mit. Noch im Alter von 72 Jahren spielte sie in dem Stück Fenster zum Flur ein Jahr lang die Hauptrolle. Von 1981 bis 1987 war sie in der RIAS-Hörspielreihe Damals war’s – Geschichten aus dem alten Berlin die Erzählerin. Sie folgte damit dem 1981 verstorbenen Erzähler Ewald Wenck.
Durch ihre Tätigkeit als Synchronsprecherin ist Hanckes Stimme (die das Resultat einer verpfuschten Mandeloperation im Kindesalter war) in vielen ausländischen Filmen zu hören, so zum Beispiel in dem tschechoslowakischen Musical-Spielfilm Limonaden-Joe (1964). Von 1991 bis 1994 synchronisierte Hancke in der US-amerikanischen Serie Die Dinos das Baby Sinclair, welches für den immer wiederkehrenden Ausruf „Nicht die Mama!“ bekannt wurde. Sie war seit 1972 mit ihrem Schauspielkollegen Klaus Sonnenschein, den sie 1970 auf der Theater-Tribüne kennengelernt hatte, in dritter Ehe verheiratet und lebte mit ihm in ihrem Haus in Holstein und in Berlin-Schlachtensee. In der TV-Serie Praxis Bülowbogen (Folge 34) sowie im TV-Film Schaumküsse (2009) haben Hancke und Sonnenschein als Ehepaar einen gemeinsamen Auftritt, Schaumküsse war für beide deren letzte Rolle als Schauspieler.
Edith Hancke starb am 4. Juni 2015 im Alter von 86 Jahren in ihrer Heimatstadt Berlin an einem Krebsleiden.
Am 16. Juni 2015 fanden auf dem Waldfriedhof Zehlendorf die Trauerfeier und die Urnenbeisetzung (Feld 002-200) statt.

## Auszeichnungen (Auswahl)
- Goldener Vorhang (1977, 1980, 1985–1989, 1991, 1992, 2002, 2006)
- Bundesverdienstkreuz am Bande (11. Mai 1987)
- Goldene Kamera für ihr Lebenswerk (2000)[9][10]

## Filmografie (Auswahl)
- 1949: Der Biberpelz
- 1950: Bürgermeister Anna
- 1950: Die lustigen Weiber von Windsor
- 1951: Modell Bianka
- 1954: Raub der Sabinerinnen
- 1955: Urlaub auf Ehrenwort
- 1955: Himmel ohne Sterne
- 1956: Der Hauptmann von Köpenick
- 1956: Ein Mann muß nicht immer schön sein
- 1956: Tausend Melodien
- 1956: Wenn wir alle Engel wären
- 1957: Frühling in Berlin
- 1958: Madeleine Tel. 13 62 11
- 1958: Schmutziger Engel
- 1958: Schwarzwälder Kirsch
- 1958: Meine 99 Bräute
- 1958: Kleine Leute mal ganz groß
- 1958: Der Maulkorb
- 1958: Ohne Mutter geht es nicht
- 1959: Natürlich die Autofahrer
- 1959: Peter schießt den Vogel ab
- 1959: Arzt aus Leidenschaft
- 1959: Als geheilt entlassen
- 1959: Kriegsgericht
- 1959–1960: Nachsitzen für Erwachsene (Fernsehserie)
- 1960: Herr Hesselbach und … (Fernsehfilm)
- 1961: Bei Pichler stimmt die Kasse nicht
- 1961: Geliebte Hochstaplerin
- 1961: Vertauschtes Leben
- 1961: Die Ehe des Herrn Mississippi
- 1961: Die seltsame Gräfin
- 1961: So liebt und küßt man in Tirol
- 1961: Am Sonntag will mein Süßer mit mir segeln gehn
- 1962: Dicke Luft
- 1962: Ohne Krimi geht die Mimi nie ins Bett
- 1963: Frühstück im Doppelbett
- 1963: Meine Frau Susanne (Fernsehserie, 7 Folgen)
- 1964: Holiday in St. Tropez
- 1964: Die schwarzen Adler von Santa Fe
- 1965: Das ist Stern schnuppe (Fernsehserie, 7 Folgen)
- 1965: Tausend Takte Übermut
- 1967: Das große Glück
- 1967: Mittsommernacht
- 1968: Otto ist auf Frauen scharf
- 1968: Paradies der flotten Sünder
- 1969: Heintje – Ein Herz geht auf Reisen
- 1969: Warum hab’ ich bloß 2x ja gesagt?
- 1969: Charley’s Onkel
- 1971: Glückspilze
- 1971: Unser Willi ist der Beste
- 1973: Unsere Tante ist das Letzte
- 1973: Alter Kahn und junge Liebe
- 1973: Lokaltermin (Fernsehserie) – Die schwarze Hand
- 1975: Beschlossen und verkündet (Fernsehserie, Folge: Vater werden ist nicht schwer)
- 1977: Drei Damen vom Grill (Gastrolle)
- 1978: Café Wernicke
- 1978: Ein Mann will nach oben (Fernsehserie)
- 1978: Tatort: Rechnung mit einer Unbekannten
- 1980–1984: Wissen sie es besser? (Krimi-Fernsehspielreihe)
- 1981: Sonne, Wein und harte Nüsse (Fernsehserie, Die Sache mit der klassischen Bildung)
- 1981+1983: Leute wie du und ich (2 Episoden)
- 1982: Meister Eder und sein Pumuckl
- 1984: Berliner Weiße mit Schuß
- 1989: Ein Heim für Tiere (Fernsehserie, eine Folge)
- 1990: Hotel Paradies (Fernsehserie, Gastrolle Folge 9)
- 1993–1994: Auto Fritze (Fernsehserie)
- 1993–1996: Die Dinos (Fernsehserie (Stimme))
- 2002: Aus lauter Liebe zu Dir
- 2002: Mord an Bord
- 2003: Das Geheimnis der Frösche
- 2004: Zwei Männer und ein Baby
- 2005: Heiraten macht mich nervös
- 2006: Vater Undercover – Im Auftrag der Familie
- 2007: Ich leih’ mir eine Familie
- 2009: Schaumküsse

## Theater (Auswahl)
- 1949: Henrik Ibsen: Die Wildente – Regie: Kurt Raeck (Renaissance-Theater Berlin)

## Hörspiele (Auswahl)
- 1953/54: Hermann Krause: Die Arche Noack (Gitta) – Regie: Werner Oehlschläger (22 Folgen) (NWDR)
- 1957–1964: Thierry: Pension Spreewitz (Gisela Spreewitz, Tochter) – Regie: Ivo Veit (150 Folgen) (RIAS Berlin)[11]
- 1964–1987: Diverse Autoren: Damals war's – Geschichten aus dem alten Berlin (als Isolde in Geschichte Nr. 4 Berliner Rangen mit acht Folgen und als Erzählerin 1981–1987 in den letzten sieben Geschichten mit 58 Folgen) – Regie: Ivo Veit u. a.(40 Geschichten in 426 Folgen) (RIAS Berlin)[12][13]
- 1973: Rodney David Wingfield: Aasgeier – Regie: Otto Düben (Kriminalhörspiel – SDR)
- 1995: Die drei ??? Geisterstadt (64) als Silvie Oames
- 1995: Die drei ??? Diamantenschmuggel (Folge 65) als Mary